# Pikes Peak
Pikes Peak – szczyt górski w paśmie Front Range (Góry Skaliste), w Stanach Zjednoczonych, w stanie Kolorado, w hrabstwie El Paso. Wznosi się na wysokość 4302 m n.p.m. Na wschód od niego, w odległości około 20 km położone jest miasto Colorado Springs.
Szczyt położony jest na obrzeżu Gór Skalistych, nieopodal zachodniego skraju Wielkich Równin. Ze względu na położenie Pikes Peak jest jednym z najłatwiej dostępnych i najlepiej widocznych szczytów Gór Skalistych, a przez to należy do najbardziej rozpoznawalnych. Pod względem wysokości jest to 32. wierzchołek stanu Kolorado. Znajduje się w granicach lasu narodowego Pike National Forest.
Granitowy, stosunkowo płaski wierzchołek przez większą część roku pokrywa śnieg. Na szczycie znajduje się centrum obsługi turystów. Na szczyt prowadzi linia kolei zębatej, droga dla samochodów oraz szlak pieszy. Na stokach uprawiane jest narciarstwo. Regularnie organizowane są tu rajdy samochodowe (Pikes Peak International Hill Climb), zawody kolarskie i biegowe.
Szczyt został nazwany na cześć odkrywcy Zebulona Pike′a, który dotarł tu w 1806 roku. Pierwsze odnotowane zdobycie wierzchołka miało miejsce 14/15 czerwca 1820 roku podczas ekspedycji Longa; dokonali niego Edwin James, J. Verplank oraz Z. Wilson. Był to wówczas najwyższy zdobyty wierzchołek na terytorium obecnych Stanów Zjednoczonych. Na przełomie lat 50. i 60. XIX wieku w regionie miała miejsce gorączka złota, której sloganem było „Pikes Peak albo nic” (ang. Pikes Peak or bust). W późniejszym czasie górnictwo złota rozwinęło się w pobliskiej miejscowości Cripple Creek.
Widok z wierzchołka miał być inspiracją dla Katharine Lee Bates do napisania pieśni America the Beautiful (1893).